# Eparchie adilábádská
Eparchie adilábádská je eparchie syrsko-malabarské katolické církve nacházející se v Indii.

## Území
Eparchie zahrnuje celý distrikt Adilábád státu Telangána.
Biskupským sídlem je město Adilábád, kde se také nachází hlavní chrám - katedrála Svaté rodiny.
Eparchie se dělí na 36 farností, a to na 16 210 km². K roku 2015 měla 15 278 věřících, 34 eparchiálních kněží, 51 řeholních kněží, 69 řeholníků a 179 řeholnic.

## Historie
Eparchie byla zřízena 23. června 1999 bulou Ad aptius consulendum papeže Jana Pavla II., a to z části území eparchie Chanda.

## Seznam biskupů
- Joseph Kunnath, C.M.I. (1999-2015)
- Antony Prince Panengaden (od 2015)